# Ulanda Mtamba
Ulanda Mtamba   (Malawi i Lilongwe) és una activista de Malawi per l'educació que està en contra del matrimoni infantil.
Es va convertir en presidenta de Rotary International a Limbe i en una de les 100 dones de la BBC l'any 2023. És la directora nacional d'Advancing Girls Education in Africa (AGE Africa).

## Biografia
La ciutat natal de Mtambe és Lilongwe (Malawi). A la seva comunitat, les noies sovint abandonen l'educació per casar-se. És una defensora de l'educació i està en contra del matrimoni infantil.
Mtamba ha treballat per millorar la vida de les persones que viuen amb la SIDA. El 2018 va ser membre de la Coalició de Defensa de la Vacuna contra la SIDA amb seu a Nova York. El 2019 es va incorporar a Rotary International.
És la directora nacional d'Advancing Girls Education in Africa (AGE Africa). AGE Africa és una organització sense ànim de lucre estatunidenca creada l'any 2005 per Xanthe Scharff per finançar l'educació de les noies africanes.
Mtambe es va convertir en presidenta del club Rotary International de Limbe l'any 2023. És la primera dona que ocupa aquest càrrec a Limbe. El seu club va anunciar la finalització de tres anys de treball per gestionar la conca hidrogràfica al districte de Machinga. El seu club va liderar la feina i va millorar la vida de 2.500 persones.
Es va convertir en una de les tretze dones africanes nomenades com a part de les 100 dones de la BBC el 2023. Altres tres de les 100 dones de la BBC van visitar la seva zona, ja que també estan preocupades per l'educació de les nenes a Malawi. Michelle Obama, Melinda Gates i Amal Clooney van visitar una escola secundària a Malawi el novembre de 2023. Obama va dir que havia sentit parlar de la feina feta per donar suport a l'educació de les nenes i que la seva fundació finançava AGE Africa des del 2018. Els relats de la visita incloïen cites de les quatre de les 100 dones de la BBC. Mtambe com a directora de país d'AGE Àfrica va assenyalar que la visita de les altres tres dones va mostrar la importància de la seva feina.